# إدارة ليون
إدارة ليون (بالإسبانية: Departamento de León)‏(تلفظ بالإسبانية: ‎/leˈon/‏) هي إحدى إدارات نيكاراغوا، عاصمتها هي ليون، وتقع علي ساحل المحيط الهادئ.

## التاريخ
سُكنت أراض الإدارة العديد من القبائل الأصلية المختلفة أبرزها قبائل ناغراندانوس وماريبيوس. وكان شعبها الرئيسيان سوبتيافا وإيمابايت.
تعود أصول الإدارة تقريبًا إلى استعمار نيكاراغوا، عندما تأسست مدينة ليون في عام 1524 في منطقة إمابيت، المتاخمة لبحيرة إكسولوتلان. كان مؤسسها فرانسيسكو هيرنانديز دي كوردوبا. ومع لكن دمرها زلزال في يناير 1610، وخطر ثوران بركان موموتومبو، نقلت مدينة ليون عاصمة الإدارة إلى موقعها الحالي.

## جغرافيا
تقع الإدارة في غرب نيكاراغوا، وتبلغ مساحتها 5,138 كم2، وتطل الإدارة على ساحل المحيط الهادي وعلى ساحل بحيرة ماناغوا. تحدها إدارة تشينانديجا من الشمال وإداراتي إستيلي وماتاغلبا من الشرق والمحيط الهادئ من الغرب وإدارة ماناغوا من الجنوب.

## الديموغرافيا
تحتل إدارة ليون المرتبة السادسة من حيث عدد السكان في نيكاراغوا حيث يبلغ عدد سكانها 419 ألف نسمة وفقًا لآخر التقديرات.
| التعداد التاريخي لسكان إدارة بواكو | التعداد التاريخي لسكان إدارة بواكو |
| السنة                              | عدد السكان                         |
| ---------------------------------- | ---------------------------------- |
| 1906                               | 90,237                             |
| 1920                               | 78,300                             |
| 1940                               | 94,631                             |
| 1950                               | 123,614                            |
| 1963                               | 150,051                            |
| 1971                               | 166,820                            |
| 1995                               | 336,894                            |
| 2005                               | 355,779                            |
| 2019                               | 419,065                            |

## التقسيمات الإدارية
| البلدية              | المساحة | تعداد السكان 1995 | تعداد السكان 2005 | تعداد السكان 2019 |
| -------------------- | ------- | ----------------- | ----------------- | ----------------- |
| أشوابا               | 416 كم² | 13,186 نسمة       | 13,797 نسمة       | 15,120 نسمة       |
| جيكارال              | 431 كم² | 10,036 نسمة       | 10,326 نسمة       | 11,799 نسمة       |
| إل سوكي              | 693 كم² | 25,973 نسمة       | 27,900 نسمة       | 31,486 نسمة       |
| مركز لاباز           | 692 كم² | 27,509 نسمة       | 28,118 نسمة       | 32,342 نسمة       |
| لاريناجا             | 780 كم² | 29,798 نسمة       | 27,898 نسمة       | 32,841 نسمة       |
| ليون                 | 820 كم² | 161,530 نسمة      | 174,051 نسمة      | 210,041 نسمة      |
| ناجاروت              | 598 كم² | 29,200 نسمة       | 32,303 نسمة       | 38,543 نسمة       |
| كويزالجواك           | 85 كم²  | 7,754 نسمة        | 8,591 نسمة        | 9,856 نسمة        |
| سانتا روزا ديل بينون | 228 كم² | 9,129 نسمة        | 9,529 نسمة        | 10,917 نسمة       |
| تيليكا               | 394 كم² | 22,779 نسمة       | 23,266 نسمة       | 26,120 نسمة       |